# جاك هنري (لاعب كرة قدم أسترالية)
جاك هنري (بالإنجليزية: Jack Henry)‏ هو لاعب كرة قدم أسترالية أسترالي، ولد في 29 أغسطس 1998.

## وصلات خارجية
- جاك هنري على موقع AustralianFootball.com (الإنجليزية)
- جاك هنري على موقع AFLtables.com (الإنجليزية)